# جوان غامبر
جوان غامبر (بالإسبانية: Joan Gamper) (22 نوفمبر 1877 - 30 يوليو 1930) كان رائد كرة قدم سويسري الأصل، وكان أيضاً لاعباً ورئيس نادٍ. أسس عدة أندية في سويسرا وكتلونيا(إسبانيا)، أشهرها نادي برشلونة الإسباني، الذي كان رئيساً له لخمسة فترات متفرقة قاربت في مجموعها من العشرة أعوام وتقديرا من إدارات نادي برشلونة اللاحقة لشخصية جوان غامبر في تأسيس نادي برشلونة أقيمت بطولة ودية تحمل اسمه وهي كأس جوان غامبر تقديرا له، وتلك البطولة تقام بشكل سنوي منذ العام 1966، توفي غامبر منتحرا في العام 1930.

## غامبر اللاعب

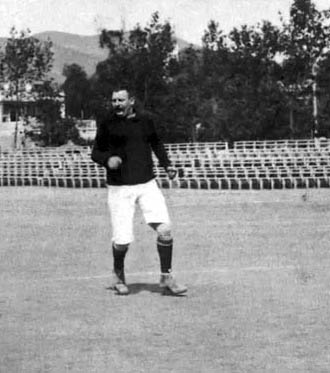
جوان غامبر في العام 1902 عندما كان لاعب مع نادي برشلونة.

لعب جوان غامبر ل نادي برشلونة بين عامي 1899 حتى العام 1903 ما مجموعة 51 مباراة أحرز خلالها 120 هدف وساعد النادي في تحقيق بطولة دوري كاتالونيا عام 1903.

## غامبر الرئيس

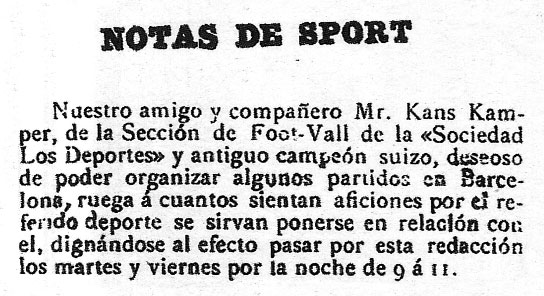
نادي برشلونة لكرة القدم

### فترات رئاسة غامبر لنادي برشلونة

#### الفترة الأولى 1908-1909
السيد جوان غامبر مؤسس النادي السويسري الثري جاء لبرشلونة كـ زيارة في عام 1899 وأعجبته المدينة وقرر أن يستقر بها لعمل مشاريع مثل سكك حديدية، جوان غامبر لم يريد أن يكون رئيساً للنادي ولكنه اضطر لذلك في العام 1908 بعد اجتماع مثير في الجمنازيوم وبعد أن القى خطاباً قوياً خلاصته «بأن نادي برشلونة لن ولا يمكن أن يموت وسأجعله من مسؤوليتي من الآن فصاعداً سنحمل النادي على اعتاقنا وأريد أن أنسى كل الأخطاء التي حدثت في الماضي وأريد أن أكون جزأ من المعركة بأننا سنكون كلنا مشتركون باستعادة النادي لما كان عليه... وأي أحد يريد الكلام فليثني علي»... بهذه الكلمات رفعت الحماس لدى الكتلان وازداد عدد الأعضاء لأكثر من مئتان. وتخلى جامبر عن الرئاسة لعدة أسباب ولكنه بقي من ضمن الإداريين.

#### الفترة الثانية 1910-1913
السيد غامبر وفي فترة رئاسته الثانية ترأس النادي بعد أن طلبوا منه الأعضاء في اجتماع طارئ لأن يعود للرئاسة فكانت عدة أسباب تواجه النادي كالاتحاد الأسباني والمشاكل الداخلية في برشلونة وبعد عدة مناوشات مع الاتحاد الإسباني لكرة القدم قرر ترك الاتحاد وقرر غامبر ترك الرئاسة.

#### الفترة الثالثة 1917-1919
السيد غامبر مرة أخرى عاد للرئاسة وتسلم زمام الأمور ووقع مع الإنجليزي جاك جرينول الذي أصبح المدير الفني المحترف الأول للنادي، لاعبون أسطوريون انضموا للنادي كزامورا وجوسيب ساميتيير وغيرهم وبدأ وضع النادي بالتحسن، وقرر غامبر ترك الرئاسة مرة أخرى.

#### الفترة الرابعة 1921-1923
السيد غامبر وخلال فترة رئاسته الرابعة وفي موسم 21 - 22 الموسم الذي ثبت في تاريخ نادي برشلونة فالنادي فاز بجميع البطولات الإسبانية والكاتالانية وزاد عدد الأعضاء لأكثر من 10 آلاف عضو وزادت ميزانية النادي ومرة أخرى استقال غامبر.

#### الفترة الخامسة 1924-1925
السيد غامبر المرة الخامسة والأخيرة، الرئاسة التي ودع فيها النادي بعد أن عمل أشياء كبيرة ثبتت في تاريخ النادي. في عام 1929 خسر جوان غامبر كل ثروته نتيجة الأزمة الاقتصادية العالمية وعانى من الاكتئاب، ويقال أنه أطلق النار على نفسه في 30 يوليو 1930 في منزله. كانت جنازته مدهشة فالحداد خيم على الشعب الكتالوني، وحضرها الآلاف في موكب كبير. فلقد مات الأب الروحي لنادي برشلونة، بطاقة العضوية للسيد غامبر تم تكريسها للأبد ولاحقاً تم إقامة بطولة على شرف هذا الرجل سميت كأس جوان غامبر.